# Jean-Baptiste Krumpholtz
Jean-Baptiste Krumpholtz (en tchèque Jan Křtitel Krumpholtz), né à Budenice (près de Zlonice en royaume de Bohême) le 8 mai 1742, mort à Paris le 19 février 1790 est un harpiste et compositeur bohémien.

## Biographie
Fils d'un chef de fanfare de Prague, il grandit à Paris où il étudie la musique auprès de son père, puis il étudia la harpe à Vienne. Après divers voyages en Europe, il fut recommandé à Haydn et prit le pupitre de harpe solo dans l'orchestre Esterházy. Grand virtuose, il inventa de nombreux perfectionnements et ses travaux conduisirent plus tard Sébastien Érard à construire le prototype de la harpe à double action, base de l'instrument moderne. Franc-maçon initié à Paris à la loge Saint-Jean d'Écosse.
Les œuvres de Krumpholtz sont toujours au répertoire des harpistes.
Krumpholtz se suicida le 19 février 1790, en se jetant dans la Seine, après avoir été abandonné par sa femme Anne-Marie Steckler (1766-v. 1824), harpiste comme lui.
Son frère cadet Wenzel Krumpholz (1750–1817), violoniste chez le prince Esterházy et compositeur de pièces pour violon, fut l'ami et l'un des premiers à soutenir Beethoven.

## Écrits
- Jean-Baptiste Krumpholtz, Principes pour la harpe sur Google Livres avec des exercices et des préludes d’une difficulté graduelle recueillis et mis au jour par J. M. Plane, Paris, 1809
  - Jean-Baptiste Krumpholtz, Principes pour la harpe avec des exercices et des préludes d’une difficulté graduelle recueillis et mis au jour par J. M. Plane. Réimpression de l’édition de Paris, 1809. Genève, 1977.  (ISBN 2-8266-0659-X)

## Discographie
- Floraleda Sacchi, J.K. Krumpholtz: Sei Sonate op. 8 per flauto e arpa (Aulia, 2005).
- Jean-Pierre Rampal et Lily Laskine, J.K. Krumpholtz: Sonate pour flûte et harpe en fa majeur (Erato, 1968), compléments : Damase, Debussy, Fauré, Ibert, Rossini & anonyme.
- Marielle Nordmann et Brigitte Haudebourg, J.K. Krumpholtz: Duo no 1 en fa majeur op. 7 pour harpe et pianoforte (Arion, 1982), compléments : Baur, Boïeldieu, Desargus, Jadin, Sejan.
- Chatron, Poulenard, Lombard, Paulet, J.K. Krumpholtz: Sonate pour harpe op.15 no 2, 2 romances "L'Amante abandonnée" & "La Nuit profonde" (Naïve, 2008), compléments : Dauvergne, Glück, Petrini....
- Jan Walters, J.K. Krumpholtz: Œuvres pour harpe seule : Sonate no 1, Sonate op.17, Variations sur un thème de Mozart, Symphonie no 2 op.11 (ASV, 1997).
- Hana Müllerová-Jouzová, J.K. Krumpholtz: Six Sonates  pour harpe op.13 & op.14 (Supraphon, 1991).
- Dagmar Platilová, J.K. Krumpholtz: Concerto pour harpe et orchestre no 5, avec l'Orchestre Musici de Praga dirigé par Josef Hrncir (Supraphon, 1986), complément : Concerto pour harpe et orchestre op.15 de Dussek.
- Lily Laskine, J.K. Krumpholtz: Concerto pour harpe et orchestre no 6, avec l'Orchestre JF Paillard dirigé par Jean-François Paillard (Erato, 1966), compléments : concertos pour harpe et orchestre de Bochsa, Boïeldieu, Gossec...
- Jana Boušková, J.K. Krumpholtz: Concertos pour harpe et orchestre no 1 à no 6, avec l'Orchestre Philharmonique de Chambre de Prague dirigé par Jiri Belohlavek (Clarton, 1990/95, 2 CD).
- Hana Müllerová-Jouzová, J.K. Krumpholtz: Symphonies Concertantes pour harpe et orchestre, avec le Prague Philharmonia dirigé par Jaroslav Krcek (Clarton, 1997).